# Ernst Theodor Gaupp
Ernst Theodor Gaupp, född 31 maj 1796 i Klein-Gaffron vid Raudten i Schlesien, död 10 juni 1859 i Breslau, var en tysk jurist, farfar till Ernst Wilhelm Theodor Gaupp.  
Gaupp blev 1821 extra ordinarie och 1826 ordinarie professor i Breslau samt 1832 ledamot av Oberlandesgericht där. Han ägnade sig främst åt studiet av den germanska rätten och utgav över densamma flera arbeten.